# Seuil économique d’intervention
En protection des cultures, le seuil économique d’intervention correspond au niveau de densité de population d'un organisme bioagresseur (agent phytopathogène, ravageur, mauvaise herbe) auquel un traitement phytosanitaire présente un intérêt économique, c'est-à-dire auquel le coût du traitement devient inférieur au coût des dégâts estimés.
Déterminer ce seuil revient à comptabiliser ces deux coûts mais le chiffrage du seuil de nuisibilité (niveau d'attaque dont les dégâts sont estimés par leur coût) est parfois difficile car, pour un organisme nuisible, les écologues ne peuvent pas prendre en compte les différents effets (nuisibilité vitale, économique, environnementale, esthétique, commoditaire…), ainsi que la multiplicité et la complexité de ses interactions trophiques et non trophiques.

## Nuisibilité des adventices
La nuisibilité des adventices dans une culture est caractérisée dans la littérature scientifique française selon trois grands types qui induisent des coûts différents : 
- nuisibilité primaire directe : les adventices concurrencent par compétition (utilisation des ressources du sol — eau et minéraux — ainsi que de la lumière) ou réduisent par allélopathie la croissance et/ou le développement de la plante cultivée
- nuisibilité primaire indirecte : les adventices diminuent l'état sanitaire de la culture ou la qualité de la récolte ou augmentent le coût des travaux culturaux, etc…
- nuisibilité secondaire : les adventices grainent et réalimentent le stock semencier du sol, ce qui peut conduire à amplifier la nuisibilité les années suivantes.